# Polski Papieski Instytut Kościelny w Rzymie
Polski Papieski Instytut Kościelny w Rzymie (Pontificio Istituto Ecclesiastico Polacco) – dom formacyjny, w którym zamieszkują księża studenci skierowani przez własnych biskupów do Rzymu na studia kościelne.
Dom znajduje się w Rzymie, w dzielnicy Prati, przy via Pietro Cavallini 38.

## Historia
Inicjatorem powstania domu dla polskiego duchowieństwa studiującego w Rzymie był bp Józef Sebastian Pelczar. Papież Pius X w 1909 pobłogosławił to dzieło.
Z myślą o tym projekcie zakupiono teren w dzielnicy Prati, przy via Pietro Cavallini, 38. Instytut rozpoczął działalność w 1910 jako Hospicjum Polskie na mocy dekretu św. Kongregacji Konsystorialnej Religioso Polonae gentis. W 1927 dekretem króla Wiktora Emanuela III Instytut otrzymał włoską osobowość prawną. 28 lipca 1928 Kongragacja ds. Seminariów i Studiów Uniwersyteckich zatwierdziła regulamin i statut Instytutu. Stał się on papieską placówką jako Papieski Instytut Polski w Rzymie. W styczniu 2010 odbywały się obchody 100-lecia istnienia Instytutu.

## Rektorzy
Źródło:
- Adam Potulicki (1910–1912)
- Wiesław Kochowski (1912–1917)
- Adolf Świerczyński (1917–1919)
- Jerzy Gautier (1920–1922)
- Bogdan Niemczewski (1922–1925)
- Franciszek Barda (1925–1928)
- Tadeusz Paweł Zakrzewski (1928–1938)
- Józef Młodochowski (1938–1943)
- Karol Kajetan Raczyński (1943–1945)
- Marian Strojny (1946–1958)
- Franciszek Mączyński (1958–1987)
- Zbigniew Kiernikowski (1987–2002)
- Grzegorz Kaszak (2002–2008)
- Bogusław Kośmider (2008–2014)
- Adam Sycz (2014–)